# Vrbanja (fiume)

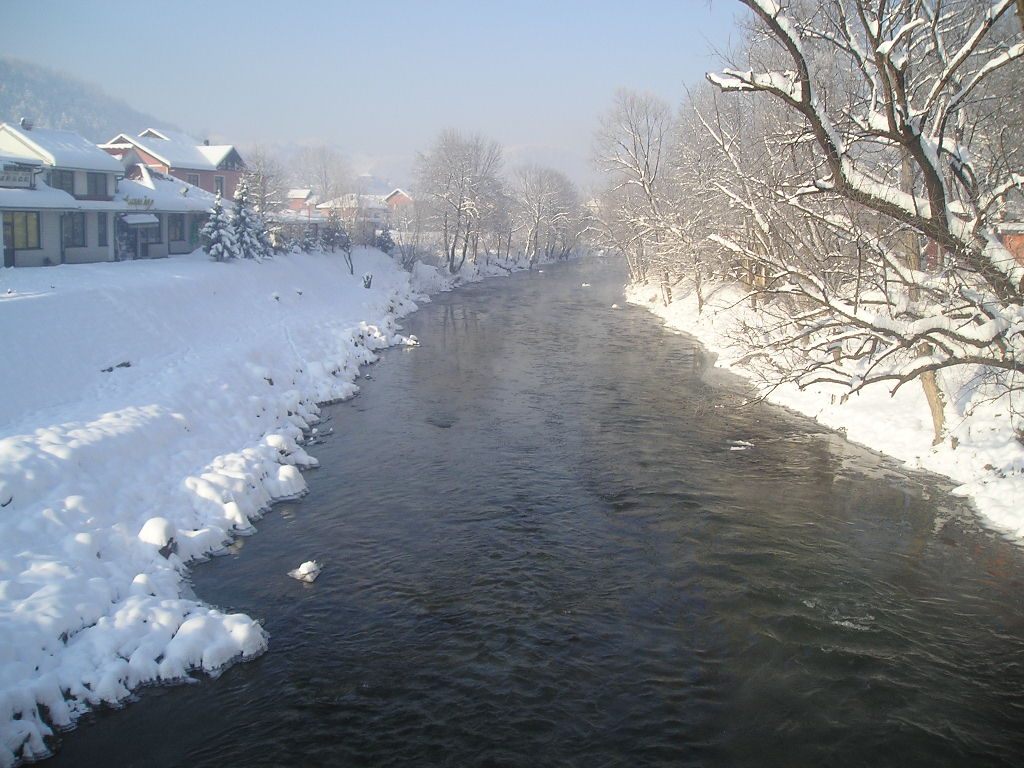
Vrbanja a Čelinac, inverno

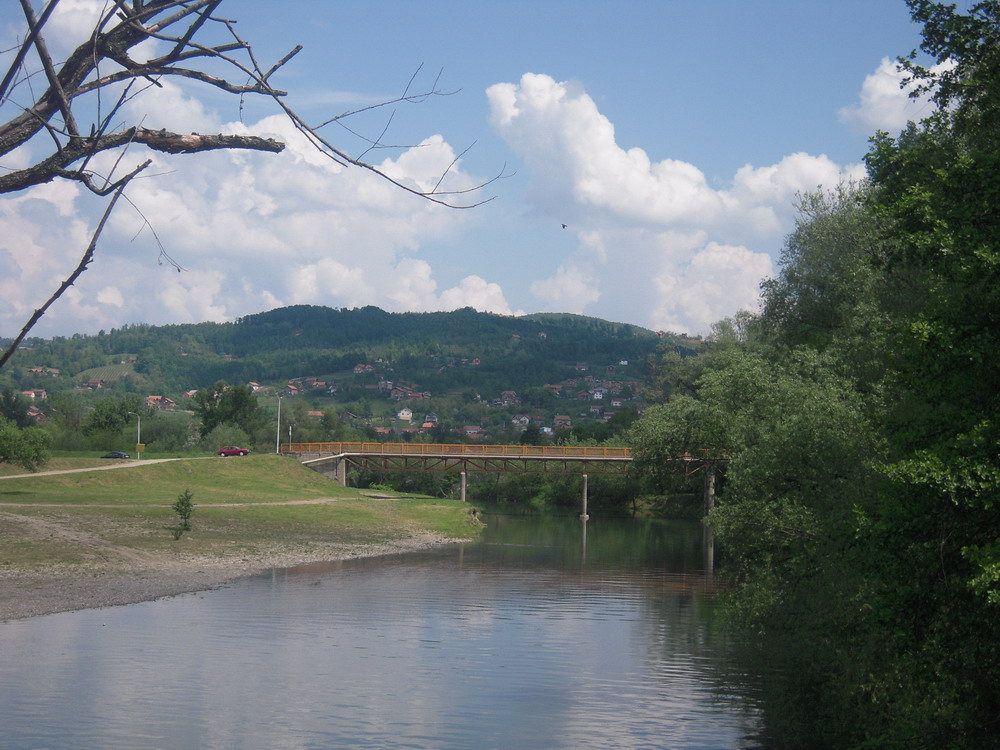
Vrbanja a Banja Luka

Il Vrbanja (in cirillico Врбања) è un fiume della Bosnia ed Erzegovina centrale. Vrbanja e Ugar a riposo il più grande affluente di destra del Vrbas.
Si stima che il discarico annuale media alla foce è 16,8 m3, e la capacità totale di energia degli attuali 310,9 GWh all'anno.

## Geografia
La sua sorgente si trova sul lato Bosnia centrale del monte Vlašić, a circa 1530 m di quota e confluisce da destra nel fiume Vrbas a una quota di circa 174 metri.
Il fiume forma un bacino di circa 703,6 m², ricevendo le acque dai fiumi Kilavac, Bobovica/Kruševica, Sapača potok, Trnovac, Crkvenica, Stopánski, Ulički, Maljevska rijeka, Kruševica, Jezerka, Bosanka, Jelovac, Smrdelj, Uzlomački potok, Svinjara, Crna rijeka, Jošavka, Čudnić, Kovačevića potok, Crepovski potok, Tuleški potok, Ćorkovac, Demićka, Sadika, Grabovička rijeka, Duboka, Vigošća/Vigošta, Cvrcka, Dubokovac, Jakotina, Marića potok, Bijeli potok i Tovladićki potok.
Bagna i comuni di Šiprage, Kotor Varoš, Čelinac, Jajce e Banja Luka, snodandosi per 85 chilometri formando uno canyon.  Ogni affluente ha canyon, e alcuni pochiche.